# Mydło siarkowe
Mydło siarkowe – rodzaj mydła o działaniu antybakteryjnym, przeciwłojotokowym i przeciwtrądzikowym. Zawiera ok. 3–5% siarki. Zalecane jest dla osób o skórze tłustej. Może być też stosowane do mycia przetłuszczających się włosów ze skłonnościami do łupieżu. Stosując je należy uważać na usuwanie naturalnej flory skóry - przedłużające się stosowanie może doprowadzić do osłabienia barier ochronnych skóry i zaatakowania jej przez np. grzyby.